# Демикотон
Демикото́н (фр. demi-coton), также демито́н (фр. demitton), димитье́ — плотная и жёсткая двойная хлопчатобумажная ткань атласного переплетения. Для производства демикотона использовалась двойная, хорошо скрученная пряжа низких номеров. Демикотон выпускали одноцветным, иногда достаточно ярких тонов, в трёх видах: подкладочном, простом и тяжёлом.
Ноский, крепкий и долговечный демикотон шёл на пошив верхней одежды, тёплых халатов, покрытия шуб и пользовался спросом у людей среднего достатка — мелких чиновников и бедных горожан. Н. В. Гоголь в «Невском проспекте» в описании артельщика указывает на демикотоновый сюртук, тем самым подчёркивая незначительное общественное и бедственное материальное положение человека. У А. И. Эртеля в «Гардениных» в зелёное ватное пальто из грубого и жёсткого, как листовое железо, демикотона одет конюший Капитон Аверьянович. В длинном демикотонном сюртуке с салфеткой в руке встречал Чичикова трактирный слуга.